# Caradrina surchica
Caradrina surchica là một loài bướm đêm trong họ Noctuidae.